# هانس إف. باور
هانس إف. باور (بالإنجليزية: Hans F. Bauer)‏ هو كيميائي أمريكي، ولد في 1932، وتوفي في 6 فبراير 2009.